# العلاقات الغابونية الزامبية
العلاقات الغابونية الزامبية هي العلاقات الثنائية التي تجمع بين الغابون وزامبيا.

## مقارنة بين البلدين
هذه مقارنة عامة ومرجعية للدولتين:
| وجه المقارنة                                              | الغابون                        | زامبيا                         |
| --------------------------------------------------------- | ------------------------------ | ------------------------------ |
| المساحة (كم2)                                             | 267.67 ألف                     | 752.62 ألف                     |
| عدد السكان (نسمة)                                         | 2.03 مليون                     | 17.09 مليون                    |
| الكثافة السكانية (ن./كم²)                                 | 7.58                           | 22.71                          |
| العاصمة                                                   | ليبرفيل                        | لوساكا                         |
| اللغة الرسمية                                             | لغة فرنسية                     | لغة إنجليزية                   |
| العملة                                                    | فرنك وسط أفريقي                | كواشا زامبي، كواشا زامبي قديم ‏ |
| الناتج المحلي الإجمالي (بليون دولار)                      | 14.62 مليار                    | 25.81 مليار                    |
| الناتج المحلي الإجمالي (تعادل القوة الشرائية) بليون دولار | 34.65 مليار                    | 62.18 مليار                    |
| الناتج المحلي الإجمالي الاسمي للفرد دولار أمريكي          | 8.27 ألف                       | 1.30 ألف                       |
| الناتج المحلي الإجمالي للفرد دولار أمريكي                 | 19.43 ألف                      | 3.90 ألف                       |
| مؤشر التنمية البشرية                                      | 0.684                          | 0.586                          |
| رمز المكالمات الدولي                                      | +241                           | +260                           |
| رمز الإنترنت                                              | .ga                            | .zm                            |
| المنطقة الزمنية                                           | ت ع م+01:00، توقيت غرب أفريقيا | ت ع م+02:00                    |

## منظمات دولية مشتركة
يشترك البلدان في عضوية مجموعة من المنظمات الدولية، منها:
| علم المنظمة | اسم المنظمة                                 | تاريخ انضمام الغابون | تاريخ انضمام زامبيا |
| ----------- | ------------------------------------------- | -------------------- | ------------------- |
|             | البنك الدولي للإنشاء والتعمير               | 10 سبتمبر 1963       | 23 سبتمبر 1965      |
|             | يونسكو                                      | 16 نوفمبر 1960       | 9 نوفمبر 1964       |
|             | مؤسسة التمويل الدولية                       | 20 أكتوبر 1970       | 23 سبتمبر 1965      |
|             | المركز الدولي لتسوية المنازعات الاستشارية   | 14 أكتوبر 1966       | 17 يوليو 1970       |
|             | منظمة حظر الأسلحة الكيميائية                | ?                    | ?                   |
|             | مؤسسة التنمية الدولية                       | 4 نوفمبر 1963        | 23 سبتمبر 1965      |
|             | منظمة التجارة العالمية                      | ?                    | ?                   |
|             | الاتحاد الأفريقي                            | ?                    | ?                   |
|             | الاتحاد البريدي العالمي                     | ?                    | ?                   |
|             | وكالة ضمان الاستثمار متعدد الأطراف          | 26 مارس 2003         | 6 يونيو 1988        |
|             | الاتحاد الدولي للاتصالات                    | 28 ديسمبر 1960       | 23 أغسطس 1965       |
|             | منظمة الشرطة الجنائية الدولية               | ?                    | ?                   |
|             | الأمم المتحدة                               | 20 سبتمبر 1960       | 1 ديسمبر 1964       |
|             | مجموعة دول أفريقيا والكاريبي والمحيط الهادئ | ?                    | ?                   |
|             | البنك الإفريقي للتنمية                      | ?                    | ?                   |